# レーテ

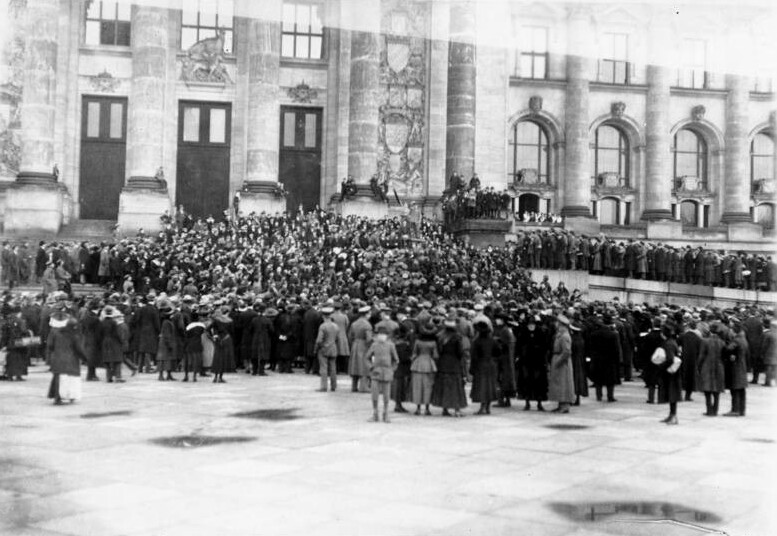
1918年11月、帝国議事堂に押し寄せるレーテ

レーテ（ドイツ語: Räte）または労兵レーテ（ろうへいレーテ、ドイツ語: Arbeiter- und Soldatenrat）とは、ドイツ革命前後のドイツにおいて発生した兵士と労働者による評議会組織。ロシア語における「ソビエト」（Совет）と同義である。

## 歴史

### レーテの発生
1918年、第一次世界大戦でドイツ帝国の敗色が濃厚になり始めると、ドイツ各地では兵士達によるストライキやサボタージュが発生するようになった。1918年夏頃にはドイツ各地でストライキ委員会としてのレーテが自然発生的に結成されるようになっていた。11月4日、キール軍港では出撃命令を拒み、軍によって拘束された水兵達を救出しようとする水兵達により、レーテが結成された。このレーテはキールの反乱では主導的な役割を果たした。キールのレーテに参加していた水兵達は反乱の成功の後全国に散らばり、その先で新たなレーテ結成を助けた。レーテによる蜂起が発生すると、各地の政軍指導者は抵抗せずに彼らの主権を承認した。こうしてドイツ帝国構成諸邦の君主は退位に追いこまれ、レーテ共和国と呼ばれる新体制が各地で発生した。こうしてレーテの存在と活動はほとんど革命と同義的なものとなった。それぞれのレーテは相互に連絡を取り合い、組織化が進められていった。

### 新政府とレーテ
やがてレーテ運動の波は首都ベルリンにもおしよせ、激しいデモ運動が展開された。11月9日、マクシミリアン・フォン・バーデン首相はドイツ社会民主党のフリードリヒ・エーベルトに政権を委ねた。フィリップ・シャイデマンが共和政を宣言した後（ドイツ共和国宣言）の11月10日、社会民主党と独立社会民主党、ドイツ民主党は仮政府「人民委員評議会」（ドイツ語: Rat der Volksbeauftragten）を結成した。ベルリンの労兵レーテはこの動きを承認したものの、独立社会民主党の左派である革命的オプロイテが半数を占める大ベルリン労兵レーテ執行評議会を選出し、ドイツにおける最高権力をゆだねることを宣言した。
レーテの中には大きな権力を持つものもあり、ドイツ帝国海軍内に設置されたレーテである海軍53人委員会は海軍省ならびに海軍軍令部を指揮下におき、その副署無しではいかなる命令も合法性を持たないと指令するほどであった。

### 全国レーテ大会

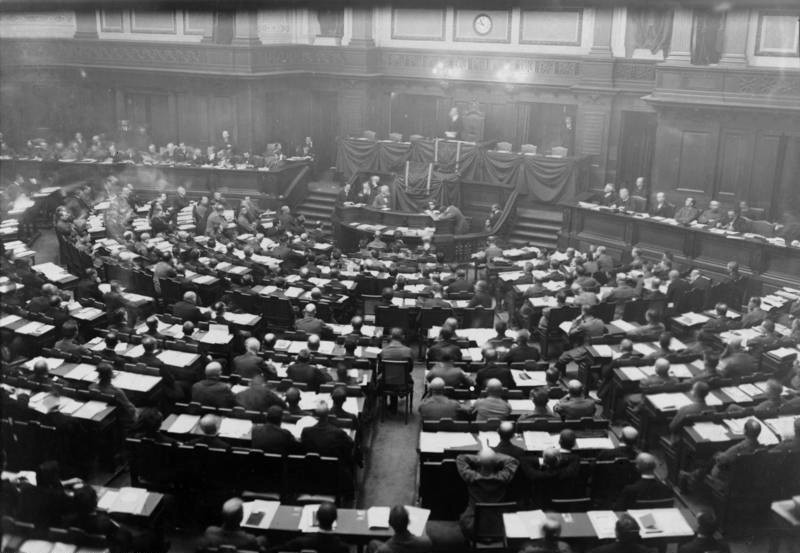
1918年12月16日の全国レーテ大会

レーテ執行評議会はドイツ各地のレーテに指令し、レーテを州ごと、郡県市町村ごとに再編成を行った。また12月16日にベルリンにおいてレーテの全国大会を開催するよう呼びかけた。独立社会民主党はこの大会によってレーテ体制をさらに強固にし、レーテ体制に基づく国家を作ろうと考えていたが、社会民主党は政府に対して協力的なレーテができるだろうともくろんでいた。レーテ執行評議会は内部対立により、12月初頭にはほとんど政治的な意義を失っていた。
12月16日に開催された全国レーテ大会は、全国から489人の代表評議員によって構成されていた。構成割合は労働者レーテの代表者が405人、兵士レーテの代表者が84人であった。所属政党別では社会民主党系が291名、独立社会民主党系が90名（うち10名はスパルタクス団系）、25名が民主党系、11名が統一革命団であった。同日には25万名が参加した「すべての権力をレーテに！」と叫ぶデモが行われたが、社会民主党系が圧倒的であるレーテ大会の帰趨はあきらかであった。
大会では全政治的権力がレーテ大会にあるとされたものの、大会はそれを国民議会の決定が行われるまで臨時政府に委ね、新設された共和国中央評議会がその監督に当たるという決議が採択された。また、国民議会選挙については1919年1月19日に行うこととなった。共和国中央評議会は全国のレーテの代表と定義されたものの、その監督権限は事実上形骸化したものであった。独立社会民主党は共和国中央評議会への不参加を決め、27人の中央委員すべてが社会民主党系で占められることとなった。
また海軍53人委員会の縮小も提案され、可決された。これは社会民主党の主張によるものであったが、一部の水兵系レーテによる53人委員会への反発も背景に存在した。
一方で、軍の首脳が兵士レーテの解散を命じていたという事実が暴露され、また兵士レーテの一部が軍における階級制度を廃止するように要求するという事件も発生した。このため社会民主党側も彼らの要求に応じざるをえず、「軍における階級の廃止、兵による指揮官の選挙、将校の特権的な地位の排除」を求める「ハンブルク条項」の可決に追い込まれた。しかしこれは軍上層部はもちろん、エーベルト＝グレーナー協定によって軍との協力を合意していた社会民主党にとっても受け入れられないものであった。ヴィルヘルム・グレーナー参謀次長は政府およびレーテ執行評議会に対してハンブルク条項の実施は困難であると主張し、その実現を延期させた。

### レーテ体制の終焉
エーベルトは共和国中央評議会との事前協議をほとんど拒否し、多くの場合は事後承諾に過ぎなかった、週二回行われるとされていた共和国中央評議会と政府の協議は数回しか行われなかった。軍を動かすのに必要とされていた兵士レーテの同意もほとんど顧みられなくなり、無視、あるいは無力化されるようになっていった。
独立社会民主党は政府の情勢が社会民主党有利に傾きつつあると判断していたが、12月24日の人民海兵団事件の解決が不服であるという理由から、12月28日に仮政府から離脱した。1919年1月5日には独立社会民主党員の警視総監エミール・アイヒホルンの解任をめぐってスパルタクス団蜂起と呼ばれる暴動が発生した。共和国中央評議会には労働者から和解の要請が寄せられたが、結局何の行動も起こせず、スパルタクス団らは政府の派遣したドイツ義勇軍によって鎮圧された。政府内には「レーテ経済を中止させねばならない」「以前はレーテが権力保持者であったが、今は我々（政府）がそうである」という認識が高まり、レーテの解体に向けた動きが始まった。一方共和国中央評議会では、社会民主党員を含めてレーテを存続させるべきであるという動きが活発化するようになった。2月24日、共和国中央評議会は全権力を国民議会に委ね、政府の監視から身をひくという「ドイツ国民議会への中央評議会声明」を発表し、政治的権力としての中央評議会の活動は終焉した。

### レーテの存続問題
2月25日、ヴァイマル連合の首相シャイデマンは「レーテを憲法の中に入れるという事は考慮されていない」という声明を行った。ところがこれに対して各地の労働者は猛反発し、3月にはいるとゼネラル・ストライキが発生した。中央評議会内の社会民主党のグループはレーテを各地の経営体と労働者による「労働議会」に発展させ、経済問題に関してイニシアチブを取らせるという構想を持っていた。また独立社会民主党系はレーテによって経営を監視し、現在の資本主義経済を社会主義経済へと発展させるべきと唱えていた。政府は高まる圧力に屈し、3月5日にはレーテを何らかの形で憲法に組み込むことを約束せざるをえなくなった。
4月5日、政府はレーテが経済分野のみに活動できるという憲法修正案を提示した。政府の案では経営体・地区・全国の各レベルに「経営労働者レーテ」、「地区労働者レーテ」、「全国労働者ラート」を設置し、企業家と各レーテの代表者が地区と全国において「地区経済レーテ」と「全国経済ラート」を形成するというものであった。全国経済ラートは政府が経済政策を決定する前に審議を行い、また独自の案を国会に提出できると権限を持っていた。また労働者レーテ、経済レーテには一定の監督権と行政権が委譲されることになっていた。政府の構想は社会民主党によって支持され、ヴァイマル憲法165条として法制化されることになった。この法制化と1920年2月4日の経営評議体法および5月の「暫定全国経済協議会政令」の制定により、レーテは「経営レーテ」（ドイツ語: Betriebsrat）として存続することになった。

## 経営レーテ
経営レーテは1918年11月9日以降、企業体や経営体の中に結成されはじめていた。これらは企業体の中で自律的な労働者組織を作り、企業体の経営自体にも関与しようというものであり、従来の職域別の労働組合とは異なるものであった。多くの経営レーテは反労働組合者の中から生まれ、独立社会民主党系の人間が多かった。労働組合と経営レーテの対立は激化し、各地で紛争が発生していた。
憲法と経営評議体法の成立により経営レーテは正式なものとなり、ヴァイマル共和政時代を通じて経済民主主義という理念の元に活動を行った。ただし地区経済レーテは実現しなかった。ナチス・ドイツ時代の1934年1月20日に国家労働組織に関する法律が成立し、すべての経営レーテの活動は禁止された。戦後になって復活し、現在でもドイツの企業内に存在している。

## レーテ共和国
ドイツ革命の時期に各地で成立したレーテ共和国の中でも代表的なものには、バイエルン・レーテ共和国やブレーメン・レーテ共和国があるが、いずれも短期間で崩壊した。